# Earl Hudson
 (septembre 2010).
Si vous disposez d'ouvrages ou d'articles de référence ou si vous connaissez des sites web de qualité traitant du thème abordé ici, merci de compléter l'article en donnant les références utiles à sa vérifiabilité et en les liant à la section « Notes et références ».
Eart Hudson est un percussionniste américain, batteur du groupe de punk hardcore les bad brains. Il écrit nombre des chansons, il fut remplacé par Mackie Jayson en 1992, puis il revient en 1995.

## Discographie
- 1978 : Black Dots démos
- 1982 : Bad Brains
- 1983 : Rock for Light
- 1986 : I Against I
- 1987 : The Youth Are Getting Restless
- 1988 : Live
- 1989 : Quickness
- 1995 : God of Love
- 1999 : A Bad Brains Reunion Live from Maritime Hall
- 2002 : I & I Survived (dub)
- 2007 : Build A Nation